# Danh sách bách khoa toàn thư trực tuyến
| Trang                                                  | Ngôn ngữ                         | Nội dung | Truy cập                                                                      |
| ------------------------------------------------------ | -------------------------------- | --- | ----------------------------------------------------------------------------- |
| Baidu Baike                                            | Hoa                              | Bách khoa toàn thư trực tuyến cộng tác được tổ chức bởi công cụ tìm kiếm Baidu | Miễn phí                                                                      |
| The Canadian Encyclopedia                              | Anh, Pháp                        | Quan tâm chung (nội dung gốc của Bách khoa toàn thư Canada) | Miễn phí                                                                      |
| Citizendium                                            | Anh                              | Quan tâm chung, wiki | Miễn phí, copyleft                                                            |
| Columbia Encyclopedia                                  | Anh                              | Quan tâm chung | Miễn phí                                                                      |
| Conservapedia                                          | Anh                              | Lợi ích Bảo thủ Mỹ và Kitô giáo | Miễn phí                                                                      |
| Crnogorska Enciklopedija                               | Montenegro                       | Quan tâm chung | Ngừng                                                                         |
| Croatian Encyclopedia                                  | Croatia                          | Bách khoa toàn thư quốc gia | Miễn phí                                                                      |
| Den Store Danske Encyklopædi                           | Đan Mạch                         | Quan tâm chung | Miễn phí                                                                      |
| Digital Universe                                       | Anh                              | Tập hợp các bài viết về các chủ đề giáo dục, văn hoá và khoa học | Miễn phí                                                                      |
| Doosan Encyclopedia                                    | Hàn Quốc                         | Quan tâm chung | Miễn phí                                                                      |
| EcuRed                                                 | Tây Ban Nha                      | Quan tâm chung. Cuban | Miễn phí                                                                      |
| Ekşi Sözlük                                            | Thổ Nhĩ Kỳ                       | Quan tâm chung | Miễn phí                                                                      |
| Encarta                                                | Anh                              | Quan tâm chung | Ngừng                                                                         |
| Enciclonet                                             | Tây Ban Nha                      | Quan tâm chung | Hạn chế, các thuê bao được quyền truy cập đầy đủ                              |
| Encyclopædia Britannica                                | Anh                              | Quan tâm chung | Hạn chế, các thuê bao được quyền truy cập đầy đủ                              |
| Britannica 1911 (Encyclopædia Britannica 11th Edition) | Anh                              | Quan tâm chung | Miền công cộng: truy cập hoàn toàn miễn phí từ một số nguồn trực tuyến        |
| Encyclopedia.com                                       | Anh                              | Quan tâm chung | Miễn phí                                                                      |
| Đại bách khoa toàn thư Trung Quốc                      | Hoa                              | Quan tâm chung | Thuê bao                                                                      |
| Encyklopedia Internautica                              | Ba Lan                           | Quan tâm chung | Miễn phí                                                                      |
| Enciclopedia Italiana                                  | Ý                                | Quan tâm chung. Do Istituto dell'Enciclopedia Italiana Treccani đăng tải. | Miễn phí                                                                      |
| Enciclopedia Libre Universal en Español                | Tây Ban Nha                      | Thuộc Wikipedia tiếng Tây Ban Nha, sử dụng phần mềm wiki xuất bản theo Giấy phép Tài liệu Tự do GNU | Miễn phí, copyleft                                                            |
| Encyclopedia Sindhiana                                 | Sindh                            | Quan tâm chung | Hạn chế truy cập miễn phí                                                     |
| Encyclopædia Universalis                               | Pháp                             | Quan tâm chung, Bách khoa toàn thư do Encyclopædia Britannica xuất bản | Thuê bao                                                                      |
| Everipedia                                             | Anh                              | Trang web cho phép biên tập viên tạo bất kỳ trang nào bất kỳ chủ đề nào và bất cứ ai cũng có thể chỉnh sửa trang bằng cách tạo một tài khoản miễn phí .                                                                          | Miễn phí                                                                      |
| Everything2                                            | Anh                              | Quan tâm chung, người dùng có thể gửi các bài viết về chủ đề bất kỳ | Miễn phí                                                                      |
| GNE                                                    | Anh                              | Quan tâm chung, các bài xuất với GNU license. Trước đây là GNUpedia. | Ngừng                                                                         |
| Gran Enciclopèdia Catalana                             | Catalunya                        | Quan tâm chung | Miễn phí                                                                      |
| Grand Larousse encyclopédique                          | Pháp                             | Quan tâm chung | Miễn phí                                                                      |
| w:ru:Большая медицинская энциклопедия                  | Nga                              | Y học | Miễn phí                                                                      |
| Đại bách khoa toàn thư Xô Viết                         | Nga, Anh                         | Quan tâm chung, thường là từ quan điểm chính thức của Liên Xô cũ. | Miễn phí                                                                      |
| Hamichlol                                              | Do Thái, Anh                     | Quan tâm chung | Miễn phí. Copyleft: mirror of Wikipedia content; copyright: original content. |
| Hudong                                                 | Hoa                              | Quan tâm chung. Wiki lớn nhất của Trung Quốc | Miễn phí                                                                      |
| Internet Encyclopedia of Philosophy                    | Anh                              | Bách khoa toàn thư về lịch sử và triết học. | Miễn phí                                                                      |
| Internetowa encyklopedia PWN                           | Ba Lan                           | Quan tâm chung | Miễn phí                                                                      |
| Interpedia                                             | Anh                              | Quan tâm chung, trang web đầu tiên đề xuất một bách khoa toàn thư miễn phí do người dùng viết ra. | Ngừng                                                                         |
| Enciklopedio Kalblanda                                 | Esperanto                        | Quan tâm chung. Đã nhập vào Esperanto Wikipedia. | Ngừng                                                                         |
| Know Your Meme                                         | Anh                              | Trang web và loạt video sử dụng phần mềm wiki để ghi lại các màng Internet khác nhau và các hiện tượng trực tuyến khác, chẳng hạn như video virut, macro hình ảnh, các cụm từ bắt chước và người nổi tiếng trên Internet .       | Miễn phí                                                                      |
| Krugosvet (tiếng Nga: Кругосвет)                       | Nga                              | Quan tâm chung. | Miễn phí                                                                      |
| Marathi Vishwakosh                                     | Marathi                          | Quan tâm chung | Miễn phí                                                                      |
| Marefa                                                 | Ả Rập                            | Quan tâm chung | Miễn phí                                                                      |
| Mawdoo3                                                | Ả Rập                            | Quan tâm chung | Miễn phí                                                                      |
| Metapedia                                              | Cánh cực hữu châu Âu             | Bách khoa toàn thư của cánh cực hữu, chủ nghĩa dân tộc da trắng và chủ nghĩa Quốc xã mới. Các tiếng Hungary, Đức, Anh, Tây Ban Nha, Thụy Điển, România, Estonia, Pháp, Slovene, Séc, Bồ Đào Nha, Na Uy, Đan Mạch, Hy Lạp, Hà Lan | Miễn phí                                                                      |
| Meyers Konversations-Lexikon 4. ed. 1888 - 1892        | Đức                              | Quan tâm chung | Miễn phí                                                                      |
| Nationalencyklopedin                                   | Thụy Điển                        | Quan tâm chung, toàn diện | Thuê bao                                                                      |
| New World Encyclopedia                                 | Anh                              | Quan tâm chung | Miễn phí, Wikipedia                                                           |
| Nupedia                                                | Anh                              | Kết hợp GNUpedia | Ngừng                                                                         |
| Open Site                                              | Anh                              | Phân loại bách khoa toàn thư được cộng đồng xây dựng, lấy cảm hứng từ Dự án Thư mục Mở | Không còn là encyclopedia                                                     |
| Probert Encyclopaedia                                  | Anh                              | Quan tâm chung | Ngừng                                                                         |
| Proleksis Encyclopedia                                 | Croatia                          | Bách khoa toàn thư chung và quốc gia | Miễn phí có đăng nhập                                                         |
| RationalWiki                                           | Anh                              | Quan tâm của Phong trào đa nghi (Skeptical) | Miễn phí                                                                      |
| Sarvavijnanakosam                                      | Malayalam                        | Quan tâm chung | Miễn phí                                                                      |
| Scholarpedia                                           | Anh                              | Các bài do học giả viết và có bình xét | Miễn phí                                                                      |
| Store norske leksikon                                  | Bokmål Na Uy                     | Quan tâm chung | Miễn phí                                                                      |
| Superpedia                                             | Indonesia, Sunda, Java           | Quan tâm chung | Miễn phí                                                                      |
| Susning.nu                                             | Thụy Điển                        | Wiki tiếng Thụy Điển 2001–2009 | Ngừng                                                                         |
| Tamil Encyclopedia                                     | Tamil                            | Quan tâm chung | Miễn phí                                                                      |
| Từ điển bách khoa Việt Nam                             | Việt                             | Quan tâm chung. Nhà nước tài trợ. | Miễn phí                                                                      |
| Veropedia                                              | Anh, Hà Lan, Tây Ban Nha         | Mirror lưu bài chọn lọc của English Wikipedia | Ngừng                                                                         |
| WIEM Encyklopedia                                      | Ba Lan                           | Quan tâm chung | Miễn phí                                                                      |
| Wikipedia                                              | Đa dạng, xem Danh sách Wikipedia | Quan tâm chung, wiki | Miễn phí, copyleft                                                            |
| Winkler Prins                                          | Hà Lan                           | Quan tâm chung, chia ba mức lứa tuổi | Thuê bao                                                                      |
| World Book Encyclopedia                                | Anh                              | Quan tâm chung | Thuê bao                                                                      |